# 1830年大彗星
1830年大彗星（Great Comet of 1830），正式命名為C/1830 F1，是一顆肉眼可見的彗星。由於其亮度，它被一些人認為是大彗星。

## 觀測史
1830年3月16日晚上，模里西斯路易港皇家學院的海軍軍官兼物理和化學教師亨利·安托萬·法拉蓋特（Henry Antoine Faraguet）於在距離南天極不遠的地方發現了這顆彗星。第二天，他發現彗星已經移動了3°的距離。他的發現被認為是來自同校的達巴迪教授，他只是負責將訊息傳遞給了英國皇家學會。
在接下來的夜晚，船上又有了幾次獨立的發現。瑪麗·安·法洛斯（Mary Ann Fallows）是好望角皇家天文學家的妻子兼助理，她是南非第一批發現彗星的女性之一（大概是在3月20日左右）。在最初發現時，這顆彗星只能從南半球觀測，亮度約為3等，彗尾長度為7-8度，隨後在接近地球時迅速變亮，直到3月26日。隨後它的亮度又開始下降，3月29日在阿森松島記錄下了另一次獨立發現。
四月下旬，法國天文學家讓-費利克斯·阿道夫·甘巴特（Jean-Félix Adolphe Gambat）在馬賽發現了這顆彗星，這是北半球首次觀測到這顆彗星。歐洲的天文學家很快就獲悉這顆彗星，巴黎天文學家約瑟夫·尼古拉斯·尼科萊（Joseph Nicolas Nicollet）、哥廷根卡爾·路德維希·哈丁和不萊梅海因里希·歐伯斯都在四月底前觀測到這顆彗星。當時彗星尾巴仍然有2.5°長。5月初，彗星亮度仍為4等，但是到月底，亮度已降至肉眼可見亮度以下。直到8月份，在能見度越來越差的條件下，仍然可以用望遠鏡追蹤這顆彗星；8月17日晚上，佛羅倫斯記錄下最後一次觀測。
這顆彗星的最大亮度約為2等。

## 軌道
歐伯斯於1830年發表了彗星軌道的首次計算結果。許多天文學家，包括弗里德里希·伯恩哈德·戈特弗里德·尼古拉（Friedrich Bernhard Gottfried Nicolai）、讓·埃利亞斯·本傑明·瓦爾茲（Jean Elias Benjamin Valz）和·安托萬·法拉蓋特都計算出拋物線軌道，弗里德里希·威廉·貝塞爾手下的兩名學生計算結果則是橢圓軌道。最複雜的計算是由L. R. Schulz 在 1873年進行的。